# Archäologisches Landesamt Schleswig-Holstein

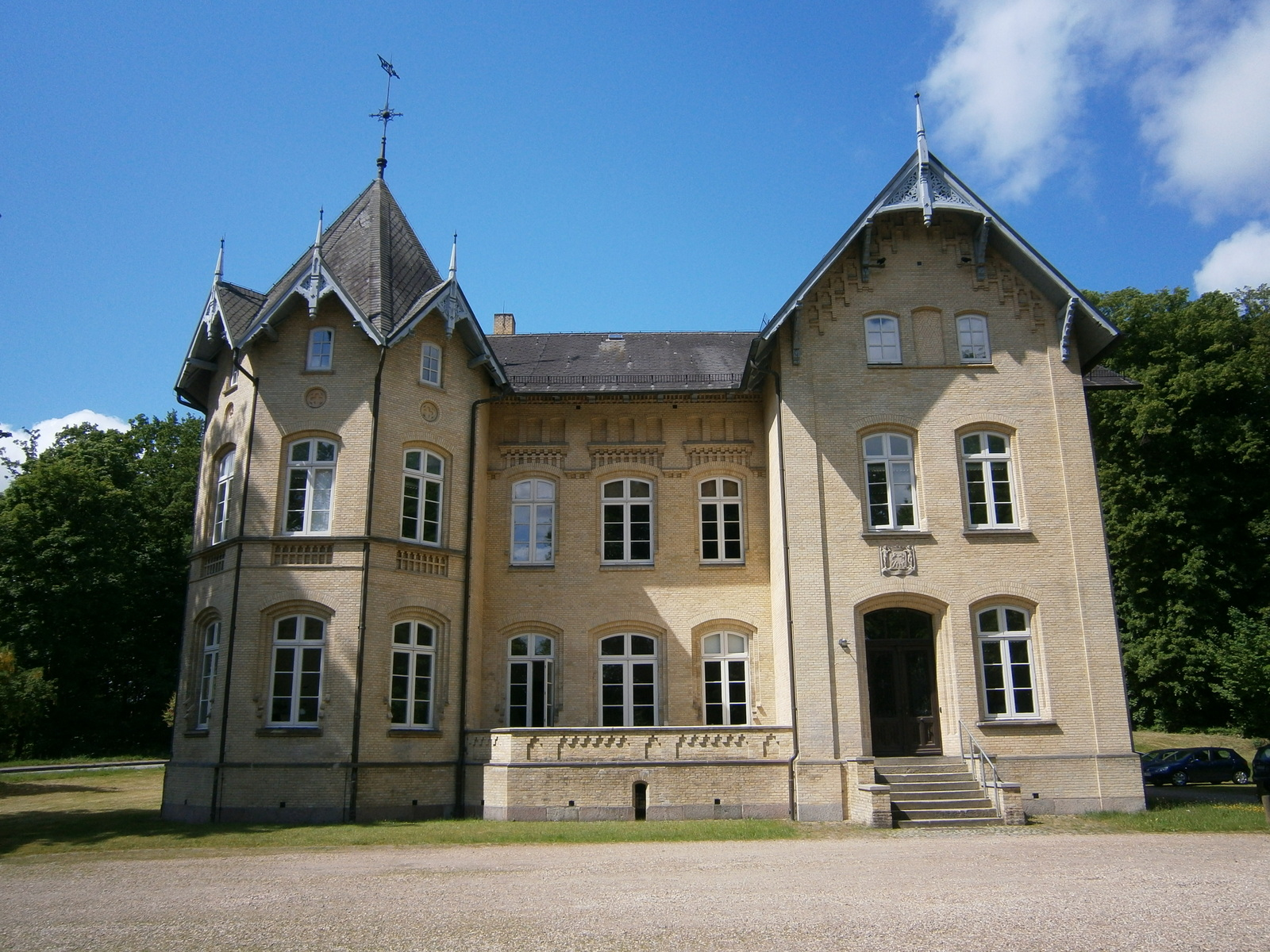
Schloss Annettenhöh, 2012

Das Archäologische Landesamt Schleswig-Holstein (ALSH; bis 1996 Landesamt für Vor- und Frühgeschichte von Schleswig-Holstein, LVF) ist die Obere Denkmalschutzbehörde des Bundeslandes Schleswig-Holstein (ohne Lübeck).
Seine Aufgabe ist die archäologische Denkmalpflege sowie die Erforschung, der Schutz und der Erhalt des kulturellen Erbes. Der Hauptsitz der Behörde ist seit 1991 das Schloss Annettenhöh genannte Herrenhaus (54° 30′ 22″ N, 9° 31′ 29″ O) in Schleswig, eine Außenstelle (54° 4′ 4″ N, 9° 59′ 5″ O) befand sich früher in Neumünster und zog 2022 nach Bad Segeberg um.
Die Behörde beschäftigt 61 Mitarbeiter (Stand Februar 2024).
Eine Besonderheit gilt für die Hansestadt Lübeck, die für ihren Bereich zugleich obere Denkmalschutzbehörde ist und diese Aufgabe durch ihren Bereich Archäologie und Denkmalpflege der Hansestadt Lübeck wahrnimmt.
Leiter
- 1983–2004: Joachim Reichstein
- 2004–2018: Claus von Carnap-Bornheim
- seit 2018: Ulf Ickerodt